# Kővárhosszúfalu
Kővárhosszúfalu, 1913-ig Hosszúfalu (románul: Satulung, korábban Hosufalău) falu Romániában, Máramaros megyében.

## Fekvése
Máramaros megye nyugati részén, Nagybányától 13 km-re délnyugatra fekszik.

## Története
Először 1405-ben említik Hozyfalw néven, mint román falut (villa olachalis). A kővári uradalom részeként 1555-ig a Drágfiaké, majd kincstári birtok. A 17. században Teleki Mihály birtoka lett. 1699-ben vásár tartására szóló szabadalmat kapott. A 18–20. században a Teleki család birtokközpontja, innen írta magát a család egyik ága.
A 18. század utolsó évtizedeiben kiterjedt szántóit, kaszálóit a szomszédos falvak lakói és a helyi nemesemberek vették meg vagy vették zálogba. 1803-ban 13 nemesi közbirtokos lakta, mindannyian a Kardos családból, és az egyetlen kővárvidéki falu volt, amelyben a lakók nem emlékeztek sem irtásra, sem foglalásra. A Telekiek igyekeztek allodiális birtoktagjaikat összevonni, ennek során gyakran elfoglalták jobbágyaik úrbéri földjeit, és helyette másutt jelöltek ki számukra tagokat. Az 1790-es–1800-as években cigány jobbágyokat telepítettek be és református hitre térítették őket. Ingyenes iskolát alapítottak a faluban, és megpróbálták kitelepíteni a kisnemeseket úgy, hogy más falvakban ajánlottak föl nekik jobb földeket. 1802-ben az addig vita tárgyát képező korcsmárlás jövedelmét a helyi református és görögkatolikus egyháznak adták. A református iskolai vizitáció 1844-ben azt kérte a tanítóktól, hogy a magyar nyelvet gyakorolják a kisdiákokkal.
1875-ig csupán Hosszúfalva határát tagosították egész Kővárvidéken, és csak itt voltak vízelvezető árkok. Határának kétharmadát tette ki a nagybirtok. 1876-ban, Kővárvidék feloszlatása után Szatmár vármegyéhez csatolták. A 20. század elején gróf Teleki László Gyula uradalma 18 község határában terült el.

## Népessége
- 1850-ben 567 lakosából 374 volt román és 173 magyar nemzetiségű; 381 görögkatolikus és 155 református vallású.
- 1910-ben 1104 lakosából 689 volt román és 375 magyar anyanyelvű; 744 görögkatolikus, 229 református, 76 római katolikus és 45 zsidó vallású.
- 2002-ben 1446 lakosából 1315 volt román, 88 magyar és 39 cigány nemzetiségű; 1258 ortodox, 85 református, 29 pünkösdista és 20 görögkatolikus vallású.

## Híres emberek
- Itt született 1806-ban Teleki Blanka, a magyar nőnevelés egyik úttörője, a nők művelődési egyenjogúságának híve.
- Itt született 1809-ben Teleki Emma emlékíró.
- Itt született 1954-ben Ioan Groșan prózaíró.

## Nevezetességek
- Teleki-kastély. A 18. század közepén épült egy korábbi kastély helyén, ahol Teleki Mihály többször vendégül látta I. Apafi Mihályt. Kapuja felett a következő felirat olvasható: „Qui bene latuit bene vixit.” ('Aki jól elrejtőzött, az jól élt.') 1891-ben eklektikus stílusban felújították és emeletet építettek rá. A leromlott állagú kastélyt az 1990-es–2000-es években egy vállalkozó luxusszálloda céljára felújította.[8]
- Kis, ötven-hatvan férőhelyes református temploma a 19. század közepén épült.[9]
- Ortodox (eredetileg görögkatolikus) templom (1899).[10]
- A Teleki család sírkertje a Braniște nevű határrészben, a falutól délnyugatra.[11]